# Městská fantasy
Městská fantasy nebo také urban fantasy je jedním ze subžánrů fantasy, který se rozvíjí přibližně od 80. let 20. století. Dějiště jejích příběhů představuje zpravidla moderní městské prostředí, jehož součástí je však i nadpřirozeno. Příběh bývá často zasazen do současnosti či nedávné minulosti, může jít také o hlubší minulost, budoucnost či prostředí zcela smyšleného světa. Označení městská fantasy se začalo používat v 80. letech pro dobovou fantasy literaturu zasazenou do města, jako byla série Borderland od Terri Windlingové, román War for the Oaks od Emmy Bullové nebo Brány Anubisovy od Tima Powerse. Úspěšnými romány se později staly Nádraží Perdido a další Miévillova díla či Gaimanovo Nikdykde. Ve své moderní podobě se urban fantasy překrývá s neurčitě vymezeným označením New Weird.
Popularita městské fantasy znatelně vzrostla po roce 2000. Přestože jde primárně o literární produkci, je možné se s tímto subžánrem setkat také v oblasti filmu nebo videoher. Často obsahuje detektivní, vědeckofantastické nebo romantické prvky. Velmi blízko má městská fantasy zejména k žánru paranormální romance, jenž na městskou fantasy navazuje, zasazuje své příběhy do města a hojně využívá jejích postupů. Na pomezí obou žánrů stojí například série Anita Blake od Laurell K. Hamiltonové.

## Vymezení a charakteristika
Městská fantasy je velmi různorodá. Alexander C. Irvine navrhl základní rozdělení subžánru na dvě velké skupiny, které se vzájemně prolínají. V prvním případě jde o texty vycházející z klasické fantasy a jejích předchůdců (pohádky, viktoriánská fantasy, Tolkien, Lewis). Často se v nich objevuje propojení známého města (v západním prostředí typicky New Yorku, Paříže či Londýna) se známými folklórními a pohádkovými prvky, často prostřednictvím magických průchodů. K typickým dílům patří Nikdykde, Brány Anubisovy, War for the Oaks, Dcera železného draka od Michaela Swanwicka a román Mortal Love od Elizabeth Handové.
Ve druhém případě nejde o pokračování fantastické tradice, jako spíše o rozvíjení vyprávění o městském prostředí. Texty čerpají především z klasických děl analyzujících postavení moderního člověka ve velkoměstě a z literárního modernismu a avantgardy – inspiraci poskytují autoři jako Charles Dickens, Charles Baudelaire, Arthur Machen, Mervyn Peake, Louis Ferdinand Céline, Alain Robbe-Grillet, James Joyce, Alfred Döblin či John Dos Passos. Města jsou založena na kombinaci důvěrně známé městské imaginace a smyšlených, často bizarních prvků, jež dotvářejí fantastický genius loci. K tomuto typu městské fantasy patří Nádraží Perdido a další Miévillovy prózy zasazené do Nového Krobuzonu, VanderMeerův Shriek, Fordův román The Physiognomy, Harrisonovo Viriconium a rovněž Vryté město od Kirsten Jane Bishopové.
K oblíbeným lokacím v subžánru městské fantasy patří dále komiksový Gotham, Leiberův Lankhmar a Prachettův Ankh-Morpork. Vyprávění řeší  otázky otázky moderního života a odcizení, ale také – v návaznosti na starší texty městské fantasy a klasické dobrodružné texty 19. století – využívá četné „gotické“ prvky, popisuje mechanismy a stroje, zachycuje honičky bludištěm města nebo se snaží o vyvolání pocitu podzemní klaustrofobie. Dědictvím textů Charlese Dickense nebo Eugèna Suea je rovněž představa samostatné struktury či takřka samostatné říše existující uprostřed města (například zločinecké organizace či právního systému), v jejíchž hranicích se příběh odehrává. V obrazech města jako démonického či děsivého místa, plného temnoty, odcizení a nebezpečí, které se v městské fantasy nezřídka objevují, lze spatřovat protiklad k tolkienovské „útěšné pastorále“ a přímou linku k německé expresionistické tvorbě počátku 20. století.
V širším slova smyslu se označení urban fantasy užívá pro veškeré fantastické příběhy zasazené do města, toto pojetí je však kritizováno jako příliš neurčité a málo užitečné – ve svém nejširším smyslu by urban fantasy mohla zahrnovat i příbuzné žánry, jako je steampunk nebo mnoho historické fantasy. Část badatelů rovněž pod městskou fantasy zahrnuje staré texty, napsané před vznikem označení městská fantasy, někdy dokonce počínaje antickou literaturou. V úzkém sepětí s městskou fantasy se ve 21. století začala rozvíjet paranormální romance, často výrazně akční a zasazená do městského prostředí – příkladem a vzorem tohoto typu děl je série Anita Blake od Laurell K. Hamiltonové.
Mezi další publikace tohoto subžánru patří knihy z cyklu Hlídka Sergeje Lukjaněnka. V české literatuře mohou jako typický příklad posloužit Městské války (Pavel Renčín). Blízko k subžánru mají také Michal Ajvaz (řazený častěji k magickému realismu) a Miloš Urban (jehož „městské“ texty se však řadí obvykle k hororu či gotickému románu).

## Příklady děl
- War for the Oaks (Emma Bull)
- Nikdykde (Neil Gaiman)
- cyklus Hlídka (Sergej Lukjaněnko)
- cyklus Noční strana (Simon Richard Green)
- Řeky Londýna (Ben Aaronovitch)
- Tajná historie Moskvy (Ekaterina Sedia)
- cyklus Mercy Thompson (Patricia Briggs)
- Nepohádka, Městské války (Pavel Renčín)
- Ysabel (Guy Gavriel Kay)
- Helsingin alla (Maria Turtschaninoff)